# 迷你毛氈苔
迷你毛氈苔又稱侏儒毛氈苔是一種茅膏菜屬的食蟲植物，全世界有40種，全部分布在澳洲，少數分布在紐西蘭

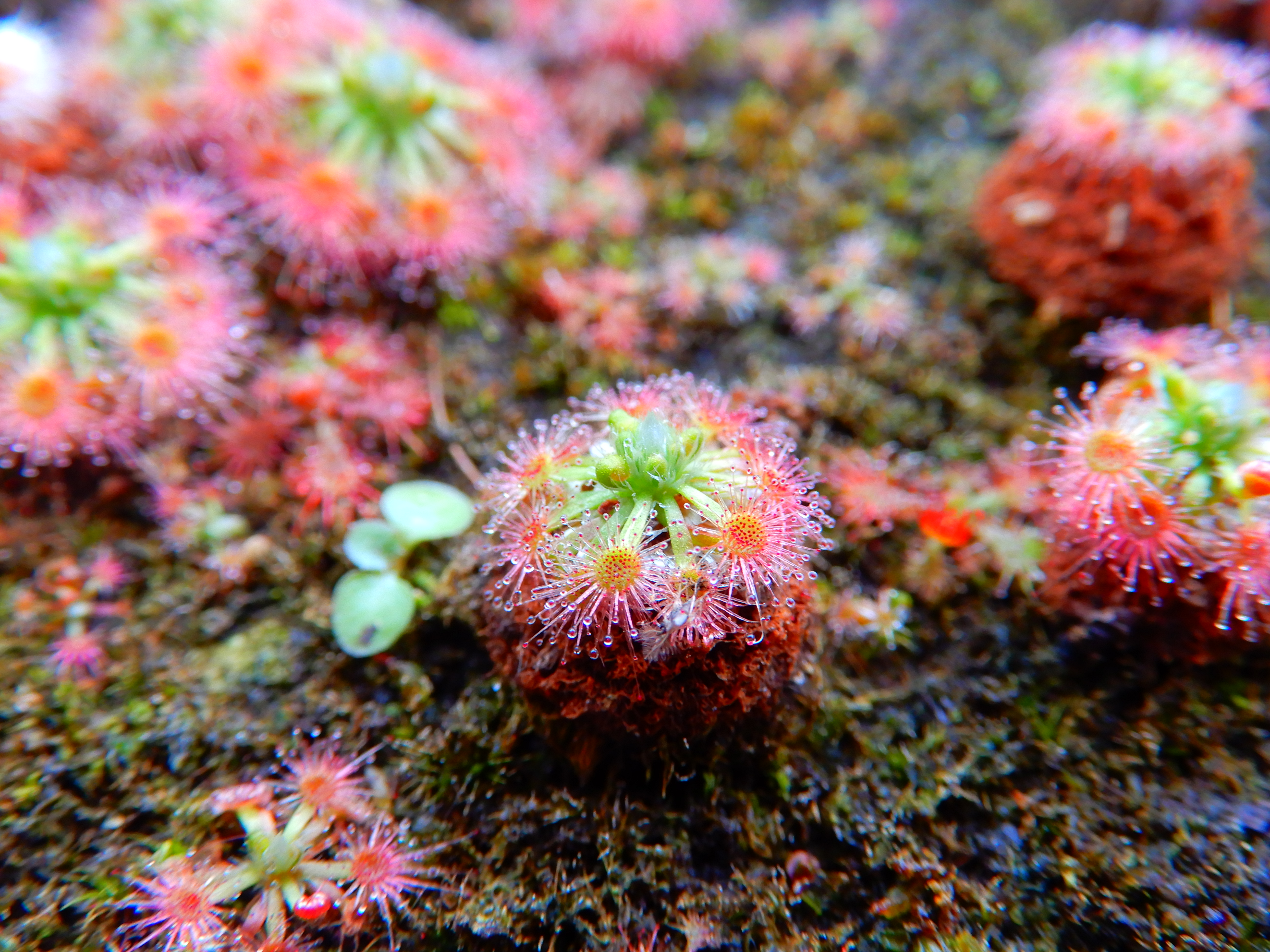
山下迷你毛氈苔

## 生態
迷你毛氈苔為多年生植物，分為乾型種與濕型種，乾型種夏天進入休眠。在冬天，迷你毛氈苔在芽點附近長出一圈圈的苞芽，當這些苞芽被雨打落，落在土地上，便會長成新個體，是迷你毛氈苔用以擴張族群的方法。少用種子繁殖，但有時仍會使用。

## 種植
部分迷你毛氈苔怕熱，無法忍受熱帶夏天的氣溫。須保持土壤潮濕，土壤不可使用肥料。常遭受蚜蟲侵害，需特別注意。大多品種需大量日照，否則無法顯現它的特徵。